# Русково (Польща)
Русково (пол. Ruskowo, нім. Reuschwerder) — село в Польщі, у гміні Яново Нідзицького повіту Вармінсько-Мазурського воєводства.
У 1975-1998 роках село належало до Ольштинського воєводства.